# Superbike-Weltmeisterschaft 2014
Die Superbike-WM-Saison 2014 war die 27. in der Geschichte der FIM-Superbike-Weltmeisterschaft. Bei 12 Veranstaltungen wurden 24 Rennen ausgetragen.

## Punkteverteilung
Weltmeister wird derjenige Fahrer beziehungsweise der Hersteller, der bis zum Saisonende die meisten Punkte in der Weltmeisterschaft angesammelt hat. Bei der Punkteverteilung werden die Platzierungen im Gesamtergebnis des jeweiligen Rennens berücksichtigt. Die fünfzehn erstplatzierten Fahrer jedes Rennens erhalten Punkte nach folgendem Schema:
| Punkteverteilung | Punkteverteilung | Punkteverteilung | Punkteverteilung | Punkteverteilung | Punkteverteilung | Punkteverteilung | Punkteverteilung | Punkteverteilung | Punkteverteilung | Punkteverteilung | Punkteverteilung | Punkteverteilung | Punkteverteilung | Punkteverteilung | Punkteverteilung |
| ---------------- | ---------------- | ---------------- | ---------------- | ---------------- | ---------------- | ---------------- | ---------------- | ---------------- | ---------------- | ---------------- | ---------------- | ---------------- | ---------------- | ---------------- | ---------------- |
| Platz            | 1                | 2                | 3                | 4                | 5                | 6                | 7                | 8                | 9                | 10               | 11               | 12               | 13               | 14               | 15               |
| Punkte           | 25               | 20               | 16               | 13               | 11               | 10               | 9                | 8                | 7                | 6                | 5                | 4                | 3                | 2                | 1                |

In die Wertung kommen alle erzielten Resultate.

## Wissenswertes
Zur Saison 2014 gab es zahlreiche Neuerungen Im Rennkalender. So wechselte einer der beiden Italien-Läufe von Monza nach Misano. Ganz aus dem Kalender gestrichen wurden die Läufe in Deutschland und Indien sowie der Europa-Lauf, weshalb die Veranstaltung in Großbritannien von Silverstone nach Donington Park wechselte.
Komplett neu im Kalender waren die Rennen in Südafrika und Malaysia.

## Rennergebnisse
|    | Datum  | Rennen         | Strecke          | Pole-Position    | Lauf | Platz 1          | Platz 2          | Platz 3          | Schn. Rennrunde  |
| -- | ------ | -------------- | ---------------- | ---------------- | ---- | ---------------- | ---------------- | ---------------- | ---------------- |
| 1  | 23.02. | Australien     | Phillip Island   | Sylvain Guintoli | 1    | Eugene Laverty   | Marco Melandri   | Sylvain Guintoli | Chaz Davies      |
| 1  | 23.02. | Australien     | Phillip Island   | Sylvain Guintoli | 2    | Sylvain Guintoli | Loris Baz        | Tom Sykes        | Sylvain Guintoli |
| 2  | 13.04. | Spanien        | Motorland Aragón | Tom Sykes        | 1    | Tom Sykes        | Loris Baz        | Jonathan Rea     | Tom Sykes        |
| 2  | 13.04. | Spanien        | Motorland Aragón | Tom Sykes        | 2    | Tom Sykes        | Loris Baz        | Marco Melandri   | Chaz Davies      |
| 3  | 27.04. | Niederlande    | Assen            | Loris Baz        | 1    | Sylvain Guintoli | Tom Sykes        | Jonathan Rea     | Sylvain Guintoli |
| 3  | 27.04. | Niederlande    | Assen            | Loris Baz        | 2    | Jonathan Rea     | Alex Lowes       | Davide Giugliano | Alex Lowes       |
| 4  | 11.05. | Italien        | Imola            | Jonathan Rea     | 1    | Jonathan Rea     | Chaz Davies      | Tom Sykes        | Jonathan Rea     |
| 4  | 11.05. | Italien        | Imola            | Jonathan Rea     | 2    | Jonathan Rea     | Chaz Davies      | Sylvain Guintoli | Jonathan Rea     |
| 5  | 25.05. | Großbritannien | Donington        | Davide Giugliano | 1    | Tom Sykes        | Loris Baz        | Alex Lowes       | Tom Sykes        |
| 5  | 25.05. | Großbritannien | Donington        | Davide Giugliano | 2    | Tom Sykes        | Loris Baz        | Sylvain Guintoli | Alex Lowes       |
| 6  | 08.06. | Malaysia       | Sepang           | Sylvain Guintoli | 1    | Marco Melandri   | Sylvain Guintoli | Eugene Laverty   | Marco Melandri   |
| 6  | 08.06. | Malaysia       | Sepang           | Sylvain Guintoli | 2    | Marco Melandri   | Sylvain Guintoli | Tom Sykes        | Marco Melandri   |
| 7  | 22.06. | Italien        | Misano           | Tom Sykes        | 1    | Tom Sykes        | Loris Baz        | Marco Melandri   | Tom Sykes        |
| 7  | 22.06. | Italien        | Misano           | Tom Sykes        | 2    | Tom Sykes        | Loris Baz        | Marco Melandri   | Davide Giugliano |
| 8  | 06.07. | Portugal       | Portimão         | Tom Sykes        | 1    | Tom Sykes        | Sylvain Guintoli | Loris Baz        | Tom Sykes        |
| 8  | 06.07. | Portugal       | Portimão         | Tom Sykes        | 2    | Jonathan Rea     | Davide Giugliano | Chaz Davies      | Chaz Davies      |
| 9  | 13.07. | USA            | Laguna Seca      | Tom Sykes        | 1    | Marco Melandri   | Sylvain Guintoli | Tom Sykes        | Sylvain Guintoli |
| 9  | 13.07. | USA            | Laguna Seca      | Tom Sykes        | 2    | Tom Sykes        | Sylvain Guintoli | Jonathan Rea     | Davide Giugliano |
| 10 | 07.09. | Spanien        | Jerez            | Loris Baz        | 1    | Marco Melandri   | Sylvain Guintoli | Chaz Davies      | Davide Giugliano |
| 10 | 07.09. | Spanien        | Jerez            | Loris Baz        | 2    | Marco Melandri   | Sylvain Guintoli | Tom Sykes        | Sylvain Guintoli |
| 11 | 05.10. | Frankreich     | Magny-Cours      | Tom Sykes        | 1    | Sylvain Guintoli | Marco Melandri   | Jonathan Rea     | Marco Melandri   |
| 11 | 05.10. | Frankreich     | Magny-Cours      | Tom Sykes        | 2    | Marco Melandri   | Sylvain Guintoli | Leon Haslam      | Sylvain Guintoli |
| 12 | 02.11. | Katar          | Losail           | Davide Giugliano | 1    | Sylvain Guintoli | Loris Baz        | Tom Sykes        | Loris Baz        |
| 12 | 02.11. | Katar          | Losail           | Davide Giugliano | 2    | Sylvain Guintoli | Jonathan Rea     | Tom Sykes        | Sylvain Guintoli |